# Битка при Тетевен
 Битката при Тетевен е действие на Ловчанско-Севлиевския отряд за прекъсване комуникационната линия Плевен-Ябланица-София на Западната армия обсадена в Плевен по време на Руско-турската война (1877-1878).

## Оперативна обстановка
Борбата на Западния отряд срещу Западната армия обсадена в Плевен изисква прекъсване на комуникационната и линия Плевен-София. Началото е положено на 22 август 1877 г. Сборен отряд с командир генерал-майор Александър Имеретински овладява Ловеч и прекъсва линията Плевен-Ловеч-София. На Ловчанско-Севлиевския отряд с командир генерал-лейтенант Павел Карцов е възложено развитието на успеха и прекъсване на линията Плевен – Ябланица – София. Непосредствената задача е овладяването на Тетевен и Ябланица. За целта са съсредоточени сили отряда от 6449 войника и 3 батареи с командир полковник Давид Орлов.
Орханийската армия противодейства със силите на 7000 войника и 12 оръдия, разделени в Тетевенския и Ябланския гарнизон.

## Ход на битката
Военния план предвижда комбинирани действия за обкръжаване и разбиване на турските сили в Тетевен, като предварително следва да се разузнае и прекъсне пътят за тяхното отстъпление село Български извор - Златица. Последната задача е възложена на войсковия старшина Тарасов и поручик Ернрот. Събраните сведения осветляват турските сили в Тетевен, които са от състава на Орханийската турска армия: 1 пехотен батальон от 700 офицери и войници, 1 кавалерийски ескадрон и 2 сотни черкези и башибозук.
Силите на Ловчанско-Севлиевския отряд за овладяването на Тетевен са разделени на две колони – източна с командир войсковия старшина Иван Антонов и северна с командир полковник Давид Орлов.
Източната колона е дислоцирана в Троян: 1 рота от 9-и Страоингерманландски пехотен полк и 1,5 сотни от 30-и Донски казашки полк.
Северната колона е дислоцирана в Ловеч: 4 роти от 12-и Великолуцки пехотен полк, 2 роти от 9-и Страоингерманландски пехотен полк, 1 дивизион от 9-и Казански драгунски полк, 1 сотня от 24-ти Донски казашки полк, 2 сотни от 30-и Донски казашки полк и 2 оръдия. Всичко 7 пехотни роти, 2 ескадрона, 5,5 сотни и две оръдия. Общото командване е поверено на полковник Давид Орлов, а командир на пехотните роти е майор Николай Беатер.
На 19 октомври колоните преминават в настъпление. Към обяд, източната колона се вклинява дълбоко в подстъпите на Тетевен. Отвлича вниманието на противника, който се увлича, изтегля се напред и я заплашва с обкръжаване. Османските сили се разделят в прекалено голям интервал. Северната колона с командир полковник Давид Орлов, използва изненада и с активно движение достига до слабо защитените околности на града. Изтласква противника от основния редут и съседните укрепления. През нощта обгражда града от три страни. Силите на войсковия старшина Иван Антонов достигат Тетевен и през целия ден влизат в бой с турската пехота като отвличат вниманието им от основната атака от север. Изправени пред неминуемо поражение, османските сили се изтеглят в направленията към Орхание и Карлово. Руските части влизат Тетевен към 10:00 часа на 20 октомври. Посрещнати са от местните българи водени от православните свещеници. Отслужен е благодарствен молебен. Заедно с руските подразделения в града влизат и местни българи от Тетевенския частен революционен комитет, които са освободени от заточение по присъда от 1873 г. срещу Вътрешната революционна организация.
Руските загуби за 1 убит и 5 ранени войника. Турските загуби са над 100 убити войници.
Турското командване прави опит да си върне Тетевен. Турски конни отряди действат за прекъсване на оперативната връзка Тетевен-Троян. На 11 ноември 1877 г. два турски батальона от направлението на Златица атакуват Тетевен и са отбити. Руския гарнизон е усилен с един батальон от 10-и Новоингерманландски пехотен полк и обстановката е стабилизирана.
Поражението при Тетевен, отслабва, разпокъсва и деморализира османските сили в района. Ловчанско-Севлиевския отряд се възползва от обстановката и развива бързо настъпление към Ябланица. Постигнато е прекъсване на комуникационната линия Плевен-София.